# أم توتة
 أم التوت أو  أم توتة هي إحدى القرى اللبنانية من قرى جبل عامل (قضاء صور) في محافظة الجنوب. وتقع هذه البلدة بالقرب من بلدة مروحين.